# Roncourt
Roncourt là một xã trong vùng Grand Est, thuộc tỉnh Moselle, quận Metz-Campagne, tổng Marange-Silvange. Tọa độ địa lý của xã là 49° 12' vĩ độ bắc, 06° 02' kinh độ đông. Roncourt nằm trên độ cao trung bình là 337 mét trên mực nước biển. Xã có diện tích 6,72 km², dân số vào thời điểm 1999 là 818 người; mật độ dân số là 121,7 người/km².